# Mauron
Mauron település Franciaországban, Morbihan megyében. Lakosainak száma 3169 fő (2022. január 1.). Mauron Illifaut, Gaël, Saint-Léry, Concoret, Paimpont, Néant-sur-Yvel, Loyat, Guilliers és Saint-Brieuc-de-Mauron községekkel határos.

## Népesség
A település népességének változása:
| Lakosok száma | 3216 | 3365 | 3396 | 3097 | 3291 | 3105 | 3082 | 3145 | 3176 | 3169 |
|               | 1968 | 1982 | 1990 | 2006 | 2013 | 2015 | 2017 | 2019 | 2020 | 2022 |